# Korendijk
Korendijk és un antic municipi de la província d'Holanda del Sud, al sud dels Països Baixos. L'1 de gener del 2009 tenia 10.917 habitants repartits sobre una superfície de 100,48 km² (dels quals 22,59 km² corresponen a aigua). Limita al nord-oest amb Bernisse, al nord amb Spijkenisse, al nord-est amb Oud-Beijerland, a l'est amb Cromstrijen, al sud-oest Middelharnis i al sud amb Oostflakkee i Moerdijk. L'1 de gener de 2019 va fusionar amb Oud-Beijerland, Strijen, Cromstrijen i Binnenmaas i formar el municipi nou Hoeksche Waard. La nova entitat amb uns 85.000 habitants (2018) és un dels municipis més grossos dels afores de Rotterdam.